# Ivan II di Bulgaria
Ivan II di Bulgaria (in bulgaro Иван II o Йоан II?, Joan II; ... – prima del 1330) è stato un sovrano bulgaro che fu zar di Bulgaria dal 1298 al 1299.

## Biografia
La sua data di nascita è sconosciuta ma dovrebbe essere risalente a non molto prima del 1290. Morì in esilio, dopo essersi fatto monaco, prima del 1330. 
Ivan II succedette a suo padre Smilec come imperatore a Tărnovo nel 1298. A quell'epoca era un bambino e il governo venne assunto in suo nome dalla madre, la principessa bizantina, dal nome ignoto, figlia del sebastocratore Costantino Paleologo e nipote di Michele VIII Paleologo chiamata semplicemente "Smilzena Palaiologina" ("moglie di Smilec"). L'imperatrice vedova, apparentemente sconfisse i fratelli di Smilec, Radoslav e Vojsil, che cercarono rifugio nell'Impero bizantino ed entrarono al suo servizio. Per rispondere a questa minaccia e all'invasione del principe mongolo Čaka, la madre di Ivan II cercò un'alleanza con Aldimir (Eltimir), il fratello dell'ex sovrano  Giorgio Terter I. A seguito dell'accordo Aldimir sposò la figlia di Smilec, Marina e, se questo non fosse accaduto in precedenza, gli fu dato il titolo di despotes e investito di una vasta proprietà terriera intorno a Kran. Nel 1299 il governo bulgaro tentò, senza successo, di fare un'alleanza con il re serbo Stefano Uroš II Milutin per far sì che quest'ultimo non si alleasse con l'imperatore bizantino Andronico II Paleologo.
I reggenti di Ivan II non furono in grado di rafforzare la loro posizione e abbandonarono Tărnovo a Čaka, che si installò come imperatore nel 1299. Ivan II e il suo seguito si stabilirono nei possedimenti di Aldimir, dove potrebbero essere rimasti anche dopo l'ascesa al trono, del nipote di Aldimir, Teodoro Svetoslav nel 1300. Nel 1305 la madre di Ivan II negoziò con il governo bizantino, a Costantinopoli, per conto di Aldimir o di suo figlio, ma con la sottomissione di Aldimir a Teodoro Svetoslav nello stesso anno, la famiglia scomparve nell'oscurità.
Ivan II passò gli ultimi anni della sua vita in esilio a Bisanzio, sotto il nome di Iōannēs Komnēnos Doukas Angelos Branas Paleologo, e poco prima della morte divenne monaco con il nome di Giuseppe. Morì prima del 1330.